# Klaus Kroll
Klaus Kroll er professionel dansk soldat og forfatter til Den hellige kriger, der er hans debutroman, som udkom i 2008 på Forlaget BIOS.
Kroll er tidligere efterretningsofficer, og han har været udstationeret i flere af verdens brændpunkter, blandt andet i Irak og på Balkan. Kroll har i sin civile karriere boet og arbejdet i Vestafrika af flere omgange.  
I 2014 blev Kroll formand for den konservative vælgerforening for Stevns, men i 2015 meldte han sig ud af Det Konservative Folkeparti. I 2017 blev han forsvarsordfører for Nye Borgerlige.
I 2018 tilføjede Kroll landsbrugs-fiskeri og miljøordførerskabet i Nye Borgerlige
Klaus Kroll er forfatter til en række indlæg i danske dagblade, særligt med fokus på forsvarsområdet
Ved udpegning af spidskandidater i Nye Borgerlige i 2018 fik Kroll spidskandidaturet på Fyn.